# Lepeophtheirus hidekoi
Lepeophtheirus hidekoi is een eenoogkreeftjessoort uit de familie van de Caligidae. De wetenschappelijke naam van de soort is voor het eerst geldig gepubliceerd in 1962 door Ho.